# Super Liga de Malaui
La Super Liga de Malaui (por razones de patrocinio conocida como TNM Super League), y anteriormente llamada Primera División de Malaui, es la máxima categoría del fútbol de Malaui, se disputa desde 1986 y es organizada por la Asociación de Fútbol de Malaui.
El equipo campeón obtiene la clasificación a la Liga de Campeones de la CAF.

## Equipos 2023

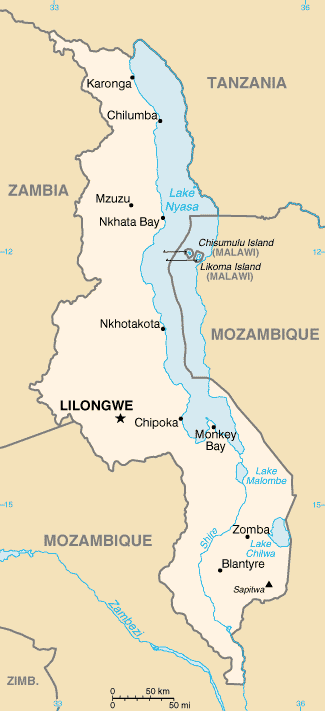
Malaui.

| Club                    | Ciudad     | Estadio                | Capacidad |
| ----------------------- | ---------- | ---------------------- | --------- |
| Bangwe All Stars FC     | Blantyre   | Mpira Stadium          | 6,244     |
| Blue Eagles FC          | Lilongüe   | Nankhaka Stadium       | 5,000     |
| Chitipa United          | Karonga    | Karonga Stadium        | 20,000    |
| Civil Service United FC | Lilongüe   | Civo Stadium           | 25,000    |
| Dedza Dynamos FC        | Dedza      | Dedza Stadium          | 6,000     |
| Ekwendeni Hammers       | Mzuzu      | Mzuzu Stadium          | 15,000    |
| Mchinji Extreme FC      | Lilongüe   | Civo Stadium           | 25,000    |
| Kamuzu Barracks FC      | Lilongüe   | Civo Stadium           | 25,000    |
| Karonga United FC       | Karonga    | Karonga Stadium        | 20,000    |
| MAFCO                   | Nkhotakota | Chitowe Stadium        | 1,000     |
| Mighty Tigers FC        | Nchalo     | Kalulu Stadium         | 3,000     |
| Mighty Wanderers FC     | Blantyre   | Kamuzu Stadium         | 65,000    |
| Moyale Barracks FC      | Mzuzu      | Mzuzu Stadium          | 15,000    |
| Nyasa Big Bullets FC    | Blantyre   | Kamuzu Stadium         | 65,000    |
| Red Lions FC            | Balaka     | Balaka Stadium         | 3,000     |
| Silver Strikers FC      | Lilongüe   | Bingu National Stadium | 41,100    |

## Palmarés

### Campeonato Nacional
| - 1969 : Limbe Leaf Wanderers - 1970 : Bata Bullets - 1971 : Bata Bullets - 1972 : Limbe Leaf Wanderers - 1973 : Limbe Leaf Wanderers - 1974 : Bata Bullets - 1975 : Bata Bullets - 1976 : Yamaha Wanderers - 1977 : Hardware Stars - 1978 : Bata Bullets - 1979 : Bata Bullets - 1980 : Limbe Leaf Wanderers | - 1981 : Bata Bullets - 1982 : ADMARC Tigers - 1983 : Berec Power - 1984 : Bata Bullets - 1985 : Silver Strikers FC - 1986 : Bata Bullets - 1987 : Silver Strikers FC - 1988 : Bata Bullets - 1989 : MITCO (Lilongüe) - 1990 : Sucoma (Chikwawa) - 1991 : Bata Bullets |

### Super Liga
| Temporada | Campeón                 | Subcampeón              |
| --------- | ----------------------- | ----------------------- |
| 1986      | Bata Bullets FC         | ADMARC Tigers           |
| 1987      | CIVO United FC          |                         |
| 1988      | MDC United FC           |                         |
| 1989      | ADMARC Tigers           |                         |
| 1990      | Limbe Leaf Wanderers    |                         |
| 1991      | Bata Bullets FC         |                         |
| 1992      | Bata Bullets FC         |                         |
| 1993      | Silver Strikers FC      |                         |
| 1994      | Silver Strikers FC      |                         |
| 1995      | Limbe Leaf Wanderers    |                         |
| 1995–96   | Silver Strikers FC      |                         |
| 1996–97   | Telecom Wanderers FC    |                         |
| 1997–98   | Telecom Wanderers FC    | Bata Bullets FC         |
| 1998–99   | Bata Bullets FC         | Telecom Wanderers FC    |
| 1999–00   | Bata Bullets FC         | MDC United FC           |
| 2000–01   | Total Big Bullets FC    | MTL Wanderers FC        |
| 2001–02   | Total Big Bullets FC    | Silver Strikers FC      |
| 2002–03   | Bakili Bullets FC       | MTL Wanderers FC        |
| 2004      | Bakili Bullets FC       | MTL Wanderers FC        |
| 2005–06   | Bakili Bullets FC       | MTL Wanderers FC        |
| 2006      | MTL Wanderers FC        | Silver Strikers FC      |
| 2007      | ESCOM United FC         | MTL Wanderers FC        |
| 2008      | Silver Strikers FC      | Bakili Bullets FC       |
| 2009–10   | Silver Strikers FC      | ESCOM United FC         |
| 2010–11   | ESCOM United FC         | Silver Strikers FC      |
| 2011–12   | Silver Strikers FC      | ESCOM United FC         |
| 2012–13   | Silver Strikers FC      | Big Bullets FC          |
| 2013–14   | Silver Strikers FC      | Moyale Barracks FC      |
| 2014      | Big Bullets FC          | Moyale Barracks FC      |
| 2015      | Big Bullets FC          | MAFCO FC                |
| 2016      | Kamuzu Barracks FC      | Nyasa Big Bullets FC    |
| 2017      | Be Forward Wanderers FC | Nyasa Big Bullets FC    |
| 2018      | Nyasa Big Bullets FC    | Be Forward Wanderers FC |
| 2019      | Nyasa Big Bullets FC    | Be Forward Wanderers FC |
| 2020–21   | Nyasa Big Bullets FC    | Silver Strikers FC      |
| 2022      | Nyasa Big Bullets FC    | Blue Eagles FC          |
| 2023      | Nyasa Big Bullets FC    | Silver Strikers FC      |
| 2024      | Silver Strikers FC      | Mighty Wanderers FC     |

## Títulos por club
- Desde 1986, año de inicio de la Superliga.

| Club                                                          | Ciudad   | Campeón | Años campeón                                                                                         |
| ------------------------------------------------------------- | -------- | ------- | --- |
| Bullets FC (Bata / Big / Bakili / Nyasa)                      | Blantyre | 17      | 1986, 1991, 1992, 1999, 2000, 2001, 2002, 2003, 2004, 2005, 2014, 2015, 2018, 2019, 2021, 2022, 2023 |
| Silver Strikers FC                                            | Lilongüe | 9       | 1993, 1994, 1996, 2008, 2010, 2012, 2013, 2014, 2024                                                 |
| Mighty Wanderers FC (Limbe Leaf / Telecom / MTL / Be Forward) | Blantyre | 6       | 1990, 1995, 1997, 1998, 2006, 2017                                                                   |
| ESCOM United FC                                               | Blantyre | 2       | 2007, 2012                                                                                           |
| CIVO United FC                                                | Lilongüe | 1       | 1987                                                                                                 |
| MDC United FC                                                 | Lilongüe | 1       | 1988                                                                                                 |
| ADMARC Tigers                                                 | Blantyre | 1       | 1989                                                                                                 |
| Kamuzu Barracks FC                                            | Blantyre | 1       | 2016                                                                                                 |

## Goleadores
| Año     | Goleador/es                      | Equipo/s                                         | Goles |
| 2002    | Heston Munthali                  | MDC United FC                                    | 24    |
| 2003    | Ganizani Malunga                 | Bakili Bullets                                   | 28    |
| 2004    | Rodrick Douglas                  | Illovo FC                                        | 18    |
| 2005-06 | Aggrey Kanyenda                  | MTL Wanderers                                    | 28    |
| 2006    | Aggrey Kanyenda                  | MTL Wanderers                                    | 18    |
| 2007    | Chiukepo Msowoya                 | ESCOM United FC                                  | 17    |
| 2008    | Diverson Mlozi                   | Bakili Bullets                                   | 14    |
| 2009-10 | Tony Chitsulo                    | Silver Strikers FC                               | 18    |
| 2010-11 | Luke Milanzi Chikondi Mpulula    | ESCOM United FC Blantyre United FC & Blue Eagles | 18    |
| 2011-12 | Ishmael Thindwa                  | EPAC United FC                                   | 18    |
| 2012-13 | Vincent Chinthenga               | Bvumbwe Research                                 | 18    |
| 2013-14 | Gastin Simkonda                  | Moyale Barracks FC                               | 17    |
| 2015    | Chiukepo Msowoya Innocent Bokosi | Big Bullets FC Red Lions FC                      | 14    |
| 2016    | Richard Mbulu                    | MAFCO FC                                         | 19    |
| 2017    | Matthews Sibale                  | Silver Strikers FC                               | 16    |
| 2018    | Chiukepo Msowoya                 | Nyasa Big Bullets FC                             | 16    |
| 2019    | Khuda Muyaba                     | Silver Strikers FC                               | 21    |